# Kingston (Nevada)
Kingston é uma comunidade não incorporada e região censitária no condado de Lander, estado do Nevada, nos Estados Unidos. Em 2010, tinha uma população  de 113 habitantes.

## Geografia
Kingston fica localizado no sul do condado de Landera leste do sopé da   cadeia montanhosa de Toiyabe Range.  A Nevada State Route 376 corre pela comunidade, ligando a norte em direção de Austin (32 quilómetros de distância) e a sul fica a 140 quilómetros de Tonopah.
De acordo com o U.S. Census Bureau, a região censitária tem uma superfície de 10,5 km2, todos de terra.